# 기원전 80년

## 연호
- 전한(前漢) 시원(始元) 7년
- 전한(前漢) 원봉(元鳳) 원년

## 기년
- 전한(前漢) 소제(昭帝) 7년

## 사건
술라, 정계에서 은퇴.